# Анси (Китай)
Вижте пояснителната страница за други значения на Анси.
Анси е древен град в днешната провинция Гансу, северен Китай.
Разположен е в малък оазис между пустините Такламакан и Гоби, близо до съвременния град Гуаджоу. Обектът е слабо проучен археологически, но е известен от писмени исторически източници като важен пункт по Пътя на коприната - тук се разделят двата клона на пътя, заобикалящи Такламакан от север и от юг. По времето на император Хан Уди Анси е административен център, от който се управляват крепостите в най-западната част на Великата китайска стена.